# Pieris amamioshimensis
Pieris amamioshimensis är en ljungväxtart som beskrevs av Setoguchi och Y.Maeda. Pieris amamioshimensis ingår i släktet buskroslingar, och familjen ljungväxter. Inga underarter finns listade i Catalogue of Life.